# ATD6-15

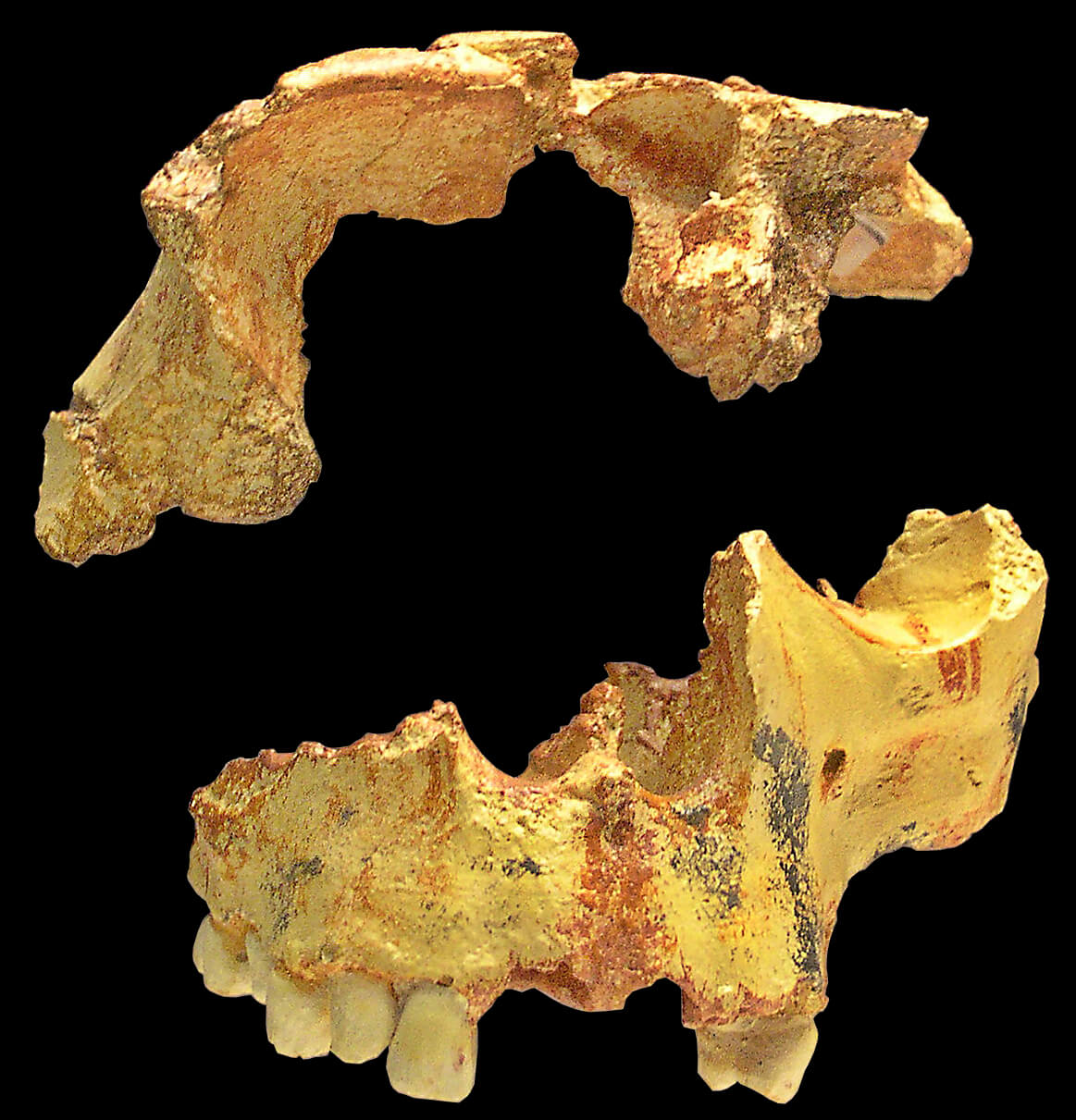
Cranio (ATD6-15) e mandibola (ATD6-69), nella ricostruzione del niño de Gran Dolina

ATD6-15 è il fossile di parte del cranio di un ominide della specie Homo antecessor scoperto nella caverna Gran Dolina nel sito di Sito archeologico di Atapuerca in Spagna, nel 1994 dall'archeologa spagnola Aurora Martín.
Si ritiene che i fossili, repertoriati ATD6-15 e ATD6-69 (una mandibola), siano riferibile ad uno stesso giovane esemplare di ominde, noto come niño de Gran Dolina.

## Descrizione
ATD6-15 potrebbe provenire da un individuo di età compresa tra 10 e 12 anni, con una fronte sporgente a "doppia arcata", simile a quello dei Neanderthal. In base alle sue dimensioni e forma, la capacità cranica doveva essere maggiore di 1000 cm3.